# Francisca Lampel
Madre Francisca Lampel, nome de batismo Antônia Maria Lampel, (Fürstenfeld, Império Austríaco, 28 de agosto de 1807 — 27 de Maio de 1851) foi a fundadora da Congregação das Irmãs Franciscanas da Imaculada Conceição.

## Biografia
Era a segunda filha do casal Antônio Lampel e Antônia Kellner. Ainda muito jovem, perdeu a mãe, por ocasião do nascimento de seu irmão José, em 1815. O pai se viu sozinho com oito filhos para cuidar. Após dois anos da morte de sua esposa, casou-se com a jovem Josefa Müllner, com quem teve mais três filhos.
Em 1821, seu pai veio a falecer, vítima de tuberculose, deixando Josefa e mais onze filhos. A jovem mãe resolveu permanecer em Fürstenfeld.
Todos os filhos de Antônio Lampel tiveram uma excelente educação. Além das matérias básicas de um bom ensino, aprenderam ainda línguas estrangeiras (francês e italiano), música, pintura, culinária e bordados (para as moças).
Passado alguns anos, Antônia e suas irmãs Amália e Philipina, juntamente com seu irmão Heriberto vão para Graz. As moças empregam-se na Escola Particular de Ana Engel, na rua Neuthorgasse. Heriberto, por sua vez, foi trabalhar numa tipografia, em Jungferngasse.
Com a morte de Ana Engel, Amália assume a direção da escola. Com a ajuda das demais professoras, as irmãs Lampel conseguiram levar a notável nível o ensino da escola. Mais tarde, todo o corpo docente passa a fazer parte da Ordem Terceira de São Francisco de Assis. Elas, embora provenientes de uma classe social mais privilegiada, põem-se a serviço das pessoas mais necessitadas. Com isso, puderam abrigar na escola, também, as meninas pobres. Muitas vezes o número de alunas que estudavam gratuitamente superava as demais.
Durante a Era Josefinista, todos os núcleos religiosos foram dissolvidos, com exceção de alguns grupos franciscanos.
Quando Dom Roman Sebastian Zängerle, assume a Diocese de Seckau, a encontra em má situação, pois o espírito josefinista fez com que a vida cristã do povo entrasse em decadência. Porém, não desanimou. Começou a reanimar o espírito religioso nas pequenas comunidades. Convidou vários religiosos para ajudá-lo neste empreendimento.
Pondo-se à procura de pessoas que quisessem ajudá-lo no revigoramento espiritual, social e material do povo, encontrou as professoras da Ordem Terceira de São Francisco. Amália, juntamente com todo o grupo, aceitou ajudar Dom Zängerle. Mas, para tanto, era necessário ir para Munique e lá se preparar para assumir um novo Instituto Religioso.
Em 1840, Amália e outra companheira seguem viagem para Munique, com a finalidade de ingressar no Instituto das Irmãs de Notre-Dame e ali se preparem na Vida Religiosa. Contudo, ambas adoecem, precisando regressar a Graz, onde falecem.
Com a morte da sua irmã carnal, Antônia assume a Direção da Escola. Ela era muito querida pelos pais e pelas crianças, gozando da confiança das autoridades escolares.
Em setembro de 1841, dirigiu-se ao referido bispo Dom Zängerle, com o pedido de fundar um Instituto Religioso. Em 29 de setembro de 1843, Roma aprovou o Estatuto da nova Comunidade, que passou a chamar-se "Instituto das Irmãs das Escolas da III Ordem de São Francisco em Graz".
Antonia Maria Lampel recebeu o nome de Irmã Francisca, sendo então escolhida como madre-superiora da comunidade recém fundada.
Madre Francisca Lampel morreu, no dia 27 de Maio de 1851, com 43 anos.

## Atitude
"A mola de toda a atividade foi para ela o Amor incondicional.
Era o amor a Deus que a impulsionava a doar todas as suas energias às crianças e à juventude.
O amor a impelia a buscar sempre maior união com Deus.
Tal atitude ela ensinara às jovens companheiras, julgando-a indispensável para uma Irmã de sua Congregação.
A pedagogia de Madre Francisca é simples: Tornar-se pequena e humilde para que Deus nos possa tomar em suas mãos onipotentes como instrumentos na educação das crianças."(Ir. Amábilis Solar)

## Congregação no Brasil
Em 19 de março de 1922, Madre Joana Batista Minks e suas companheiras, chegam da Áustria e fundam em Piracicaba a primeira casa das Irmãs das Escolas (hoje com o nome de Congregação das Irmãs Franciscanas da Imaculada Conceição), no Brasil.